# 도요스 센캬쿠반라이

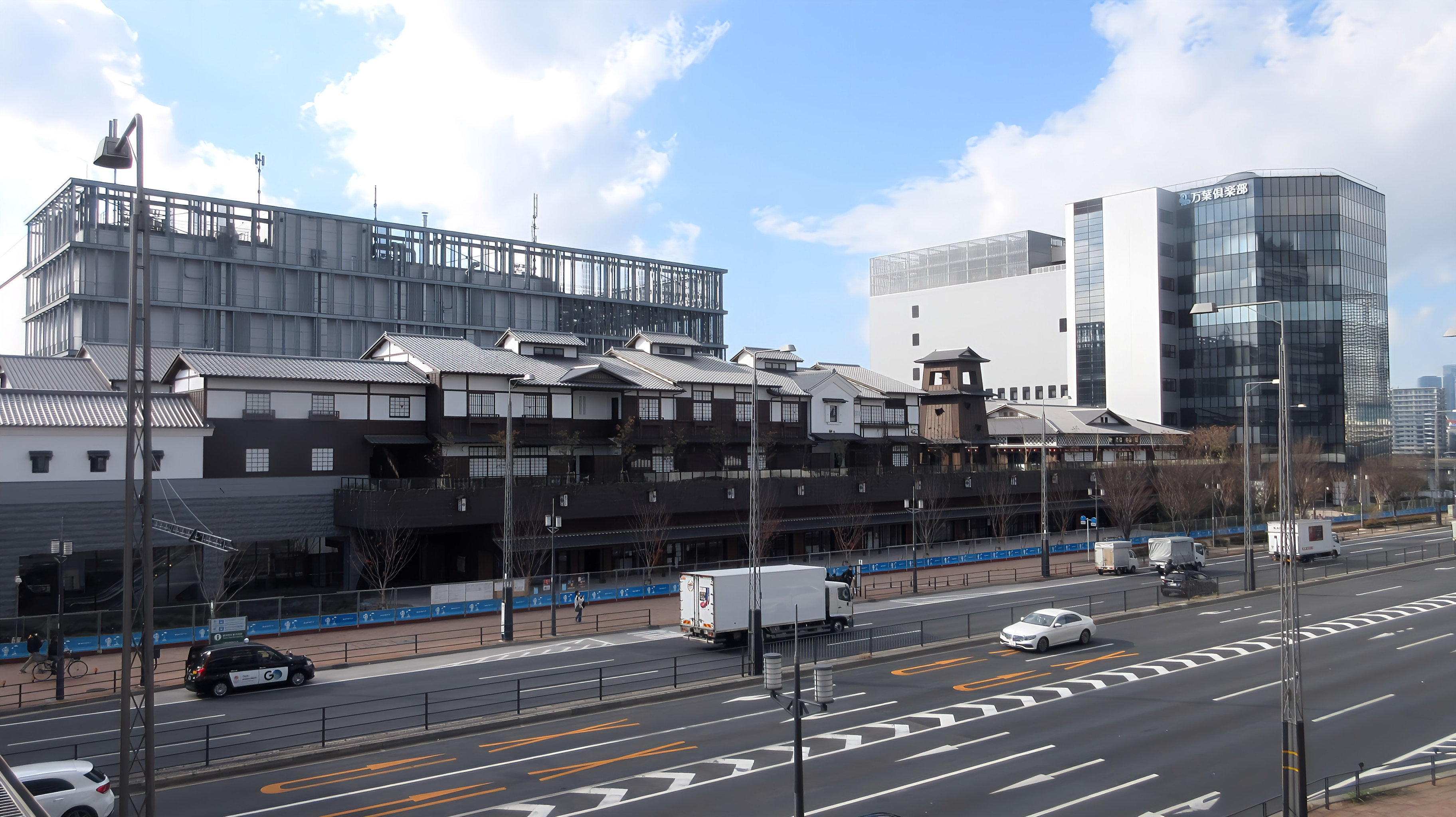
도요스 센캬쿠반라이

도요스 센캬쿠반라이(豊洲 千客万来)는 일본 도쿄도 고토구 도요스에 있는 도요스 시장에 병설되어 있는 상업시설이다. 음식점, 상점, 온천 시설로 구성되어 있다. 2024년 2월 1일 개업하였으며, 만요 클럽이 운영한다.